# Campionato europeo di pallanuoto 1970 (maschile)
La XII edizione del campionato europeo di pallanuoto si è disputata dal 4 al 12 settembre 1970 a Barcellona, all'interno del programma dei campionati europei di nuoto.
Il torneo si è svolto in due fasi a gironi. Le quindici partecipanti sono state inserite inizialmente in tre gruppi da cinque squadre ciascuno, al termine dei quali le prime due classificate hanno avuto accesso al girone finale.

L'URSS ha conquistato il suo secondo titolo europeo consecutivo.

## Squadre partecipanti
GRUPPO A
- Austria
- Francia
- Grecia
- Paesi Bassi
- Ungheria

GRUPPO B
- Belgio
- Finlandia
- Romania
- Spagna
- Unione Sovietica

GRUPPO C
- Germania Ovest
- Irlanda
- Italia
- Jugoslavia
- Svezia

## Fase preliminare

### Gruppo A
|    | Squadra     | Punti | G | V | N | P | GF | GS | DR  |
| -- | ----------- | ----- | - | - | - | - | -- | -- | --- |
| 1. | Ungheria    | 8     | 4 | 4 | 0 | 0 | 50 | 5  | +45 |
| 2. | Paesi Bassi | 6     | 4 | 3 | 0 | 1 | 28 | 12 | +26 |
| 3. | Grecia      | 3     | 4 | 1 | 1 | 2 | 14 | 28 | -14 |
| 4. | Francia     | 3     | 4 | 1 | 1 | 2 | 12 | 35 | -23 |
| 5. | Austria     | 0     | 4 | 0 | 0 | 4 | 8  | 38 | -30 |

| Data     | Gara        | Gara   | Gara        |
| -------- | ----------- | ------ | ----------- |
| 04-09-70 | Paesi Bassi | 10 - 1 | Francia     |
| 04-09-70 | Ungheria    | 15 - 1 | Austria     |
| 05-09-70 | Ungheria    | 16 - 0 | Francia     |
| 05-09-70 | Grecia      | 5 - 4  | Austria     |
| 06-09-70 | Ungheria    | 11 - 0 | Grecia      |
| 06-09-70 | Paesi Bassi | 13 - 0 | Austria     |
| 07-09-70 | Paesi Bassi | 7 - 3  | Grecia      |
| 07-09-70 | Francia     | 5 - 3  | Austria     |
| 08-09-70 | Ungheria    | 8 - 4  | Paesi Bassi |
| 08-09-70 | Grecia      | 6 - 6  | Francia     |

### Gruppo B
|    | Squadra          | Punti | G | V | N | P | GF | GS | DR  |
| -- | ---------------- | ----- | - | - | - | - | -- | -- | --- |
| 1. | Unione Sovietica | 8     | 4 | 4 | 0 | 0 | 36 | 7  | +29 |
| 2. | Romania          | 6     | 4 | 3 | 0 | 1 | 30 | 12 | +18 |
| 3. | Spagna           | 4     | 4 | 2 | 0 | 2 | 26 | 15 | +11 |
| 4. | Belgio           | 2     | 4 | 1 | 0 | 3 | 15 | 40 | -35 |
| 5. | Finlandia        | 0     | 4 | 0 | 0 | 4 | 11 | 44 | -33 |

| Data     | Gara             | Gara   | Gara             |
| -------- | ---------------- | ------ | ---------------- |
| 04-09-70 | Unione Sovietica | 4 - 3  | Romania          |
| 04-09-70 | Spagna           | 10 - 2 | Belgio           |
| 05-09-70 | Finlandia        | 3 - 12 | Romania          |
| 05-09-70 | Spagna           | 3 - 8  | Unione Sovietica |
| 06-09-70 | Belgio           | 2 - 11 | Romania          |
| 06-09-70 | Finlandia        | 0 - 12 | Unione Sovietica |
| 07-09-70 | Unione Sovietica | 12 - 1 | Belgio           |
| 07-09-70 | Spagna           | 10 - 1 | Finlandia        |
| 08-09-70 | Belgio           | 10 - 7 | Finlandia        |
| 08-09-70 | Romania          | 4 - 3  | Spagna           |

### Gruppo C
|    | Squadra        | Punti | G | V | N | P | GF | GS | DR  |
| -- | -------------- | ----- | - | - | - | - | -- | -- | --- |
| 1. | Jugoslavia     | 8     | 4 | 4 | 0 | 0 | 28 | 10 | +18 |
| 2. | Italia         | 6     | 4 | 3 | 0 | 1 | 28 | 16 | +12 |
| 3. | Germania Ovest | 4     | 4 | 2 | 0 | 2 | 19 | 15 | +4  |
| 4. | Svezia         | 2     | 4 | 1 | 0 | 3 | 20 | 17 | +3  |
| 5. | Irlanda        | 0     | 4 | 0 | 0 | 4 | 9  | 46 | -37 |

| Data     | Gara           | Gara   | Gara           |
| -------- | -------------- | ------ | -------------- |
| 04-09-70 | Svezia         | 12 - 1 | Irlanda        |
| 04-09-70 | Jugoslavia     | 5 - 3  | Germania Ovest |
| 05-09-70 | Germania Ovest | 4 - 2  | Svezia         |
| 05-09-70 | Jugoslavia     | 4 - 3  | Italia         |
| 06-09-70 | Italia         | 6 - 4  | Germania Ovest |
| 06-09-70 | Jugoslavia     | 15 - 2 | Irlanda        |
| 07-09-70 | Italia         | 8 - 4  | Svezia         |
| 07-09-70 | Germania Ovest | 8 - 2  | Irlanda        |
| 08-09-70 | Italia         | 11 - 4 | Irlanda        |
| 08-09-70 | Jugoslavia     | 4 - 2  | Svezia         |

## Fase finale

### Gruppo 1º-6º posto
|    | Squadra          | Punti | G | V | N | P | GF | GS | DR  |
| -- | ---------------- | ----- | - | - | - | - | -- | -- | --- |
| 1. | Unione Sovietica | 10    | 5 | 5 | 0 | 0 | 29 | 17 | +12 |
| 2. | Ungheria         | 8     | 5 | 4 | 0 | 1 | 37 | 23 | +14 |
| 3. | Jugoslavia       | 6     | 5 | 3 | 0 | 2 | 17 | 19 | -2  |
| 4. | Italia           | 4     | 5 | 2 | 0 | 3 | 22 | 28 | -6  |
| 5. | Paesi Bassi      | 2     | 5 | 1 | 0 | 4 | 21 | 29 | -8  |
| 6. | Romania          | 0     | 5 | 0 | 0 | 5 | 19 | 29 | -10 |

| Data     | Gara             | Gara  | Gara             |
| -------- | ---------------- | ----- | ---------------- |
| 09-09-70 | Ungheria         | 8 - 5 | Italia           |
| 09-09-70 | Jugoslavia       | 5 - 3 | Romania          |
| 09-09-70 | Unione Sovietica | 7 - 5 | Paesi Bassi      |
| 10-09-70 | Ungheria         | 9 - 4 | Romania          |
| 10-09-70 | Jugoslavia       | 1 - 4 | Unione Sovietica |
| 10-09-70 | Italia           | 6 - 4 | Paesi Bassi      |
| 11-09-70 | Ungheria         | 7 - 4 | Jugoslavia       |
| 11-09-70 | Paesi Bassi      | 6 - 5 | Romania          |
| 11-09-70 | Unione Sovietica | 8 - 3 | Italia           |
| 12-09-70 | Jugoslavia       | 3 - 2 | Paesi Bassi      |
| 12-09-70 | Italia           | 5 - 4 | Romania          |
| 12-09-70 | Unione Sovietica | 6 - 5 | Ungheria         |

### Gruppo 7º-12º posto
|    | Squadra        | Punti | G | V | N | P | GF | GS | DR  |
| -- | -------------- | ----- | - | - | - | - | -- | -- | --- |
| 1. | Germania Ovest | 10    | 5 | 5 | 0 | 0 | 38 | 10 | +28 |
| 2. | Spagna         | 8     | 5 | 4 | 0 | 1 | 27 | 13 | +14 |
| 3. | Svezia         | 6     | 5 | 3 | 0 | 2 | 23 | 19 | +4  |
| 4. | Grecia         | 3     | 5 | 1 | 1 | 3 | 19 | 30 | -11 |
| 5. | Francia        | 2     | 5 | 1 | 0 | 4 | 12 | 25 | -13 |
| 6. | Belgio         | 1     | 5 | 0 | 1 | 4 | 14 | 36 | -22 |

| Data     | Gara           | Gara   | Gara           |
| -------- | -------------- | ------ | -------------- |
| 09-09-70 | Svezia         | 5 - 2  | Grecia         |
| 09-09-70 | Spagna         | 3 - 1  | Francia        |
| 09-09-70 | Germania Ovest | 10 - 1 | Belgio         |
| 10-09-70 | Svezia         | 4 - 3  | Francia        |
| 10-09-70 | Spagna         | 3 - 5  | Germania Ovest |
| 10-09-70 | Grecia         | 5 - 3  | Belgio         |
| 11-09-70 | Germania Ovest | 9 - 4  | Grecia         |
| 11-09-70 | Spagna         | 4 - 3  | Svezia         |
| 11-09-70 | Francia        | 2 - 2  | Belgio         |
| 12-09-70 | Germania Ovest | 10 - 0 | Francia        |
| 12-09-70 | Spagna         | 7 - 2  | Grecia         |
| 12-09-70 | Svezia         | 9 - 6  | Belgio         |

### Gruppo 13º-15º posto
|    | Squadra   | Punti | G | V | N | P | GF | GS | DR |
| -- | --------- | ----- | - | - | - | - | -- | -- | -- |
| 1. | Finlandia | 3     | 2 | 1 | 1 | 0 | 8  | 7  | +1 |
| 2. | Austria   | 2     | 2 | 1 | 0 | 1 | 8  | 8  | 0  |
| 2. | Irlanda   | 1     | 2 | 0 | 1 | 1 | 8  | 9  | -1 |

| Data     | Gara      | Gara  | Gara    |
| -------- | --------- | ----- | ------- |
| 09-09-70 | Finlandia | 4 - 3 | Austria |
| 10-09-70 | Austria   | 5 - 4 | Irlanda |
| 11-09-70 | Finlandia | 4 - 4 | Irlanda |

## Classifica finale
| Pos. | Squadra          |
| ---- | ---------------- |
|      | Unione Sovietica |
|      | Ungheria         |
|      | Jugoslavia       |
| 4    | Italia           |
| 5    | Paesi Bassi      |
| 6    | Romania          |
| 7    | Germania Ovest   |
| 8    | Spagna           |
| 9    | Svezia           |
| 10   | Grecia           |
| 11   | Francia          |
| 12   | Belgio           |
| 13   | Finlandia        |
| 14   | Austria          |
| 15   | Irlanda          |

### Campioni
| Oro |
| Unione Sovietica Vadim Guljaev Anatolij Akimov Aleksandr Dreval' Aleksandr Dolgušin Vladimir Semënov Oleksij Barkalov Aleksandr Šidlovskij Vjačeslav Skok Leonid Osipov Valerij Puškarëv Vladimir Žmudskij Oleg Bovin |